# Тоні Блер
Е́нтоні Чарлз Лі́нтон Блер (англ. Anthony Charles Lynton Blair; нар. 6 травня 1953, Единбург, Шотландія) — 73-й прем'єр-міністр Великої Британії з 2 травня 1997 до 27 червня 2007 року. Представник Лейбористської партії. Перший лорд Казначейства, член Таємної ради, міністр Британської цивільної служби і член парламенту від виборчого округу Седжфілд у північно-східній Англії.

## Біографія
Тоні Блер народився в шотландському місті Единбурзі в сім'ї юриста. У дитинстві три роки прожив в Австралії.
Закінчив два коледжі — в Единбурзі (в привілейованій приватній середній школі Феттес-коледж) і Оксфорді (Оксфордський коледж св. Іоанна). Право вивчав в Оксфорді. Під час навчання він вступив у Лейбористську партію. Після закінчення коледжу Тоні вирушив до Парижа, де заради «пізнання життя» цілий рік пропрацював барменом.[джерело?]
Відомо, що під час навчання в школі однокласником майбутнього прем'єра був актор Ровен Аткінсон.[джерело?]
1975 року, після закінчення університету, викладав право в Оксфорді, після чого став працювати в адвокатській конторі Деррі Ірвіна, близького друга одного з керівників Лейбористської партії Джона Сміта, під впливом якого Тоні Блер розпочав політичну діяльність. 1983 року він зайняв щойно створене місце в Парламенті, представляючи Седжфілдський округ — шахтарський регіон на півночі. Активно брав участь у партійній боротьбі, займався журналістикою і в 1987–1988 роках вів власну колонку в «Таймс». Кар'єра швидко йшла вгору, вже 1992 року Блера обрали до виконавчого комітету партії.
Блер став лідером британської Лейбористської партії в липні 1994 року, після раптової смерті його попередника, Джона Сміта. Під його керівництвом партія здобула впевнену перемогу на виборах 1997 року, поклавши кінець 18-річному правлінню урядів правоцентристської Консервативної партії. Блер обіймав посаду прем'єр-міністра довше за будь-якого іншого представника Лейбористської партії і є єдиною людиною, яка привела партію до трьох послідовних перемог на виборах. Він був наймолодшим прем'єр-міністром після лорда Ліверпуля 1812 року.
Разом з Гордоном Брауном і Пітером Мандельсоном, Блеру приписують заслугу повернення Лейбористської партії до центру британської політики, використовуючи термін «нова праця» для того, щоб відрізняти свою проринкову політику від більш колективістської політики партії в минулому. Цю зміну порівнюють з центристськими реформами Демократичної партії США, пов'язаними з Біллом Клінтоном і «новими демократами», хоч з меншою кількістю соціально консервативних елементів та культурними відмінностями між британським і американським суспільствами. Блер описує свою політичну філософію як «сучасну соціал-демократію» і «третій шлях».
Блер підтримав цілий ряд аспектів зовнішньої політики США, брав участь у вторгненнях до Афганістану 2001 та Іраку 2003 року. Унаслідок цього він зіткнувся з різкою критикою більшості ліберально налаштованих британців, тобто прихильників своєї власної партії, а обставини участі Британії у війні в Іраку розглядаються багатьма як безчесні.
У жовтні 2004 року Блер заявив, що він не зможе піти на четвертий термін прем'єр-міністра. Це привело до роздумів щодо того, як довго його правління буде продовжуватися, наступні загальні вибори були проведені 3 червня 2010 року. 14 травня 2006 року газета Незалежність (англ. Independent on Sunday) повідомила, що Блер конфіденційно повідомив міністрам, що він залишить посаду літом 2007 року. Передбачалось, що його замінить канцлер Казначейства Гордон Браун. 10 травня 2007 р. Тоні Блер повідомив, що піде в відставку з посади прем'єр-міністра країни 27 червня того ж року.
Останні 2 місяці його перебування на посаді прем'єр-міністра запам'ятались значною міжнародною активністю. У тому числі він зміг відстояти інтереси Сполученого Королівства в новому базовому договорі щодо ЄС, який має замінити Європейську конституцію. Завдяки цьому на Велику Британію не має розповсюджуватись обов'язковість виконання Хартії фундаментальних прав ЄС, замість посади союзного міністра закордонних справ має бути введена лише посада Верховного представника ЄС у справах зовнішньої політики.
27 червня 2007 року королева Єлизавета ІІ затвердила відставку Тоні Блера з посади прем'єр-міністра та призначила Гордона Брауна, канцлера казначейства, доручивши йому сформувати Уряд. Тоді ж Блер склав із себе повноваження члена Парламенту від округу Седжфілд, першим представником якого в Палаті громад він був, але залишився таємним радником ЇЇ Величності.
Після відставки та нетривалого відпочинку він був призначений спеціальним представником так званого «близькосхідного квартету» з урегулювання ситуації на Близькому Сході.